# Joseph-Michel Pellerin
Joseph-Michel Pellerin est un homme politique français né le 27 septembre 1751 à Nantes et décédé le 29 novembre 1794 à Nantes.

## Biographie
D'une famille de judicature, Joseph-Michel Pellerin est le fils de Joseph-Michel Pellerin (1721-1782), marchand nantais, et de Vincente Foucaud. Il épouse la fille de l'architecte François Perraudeau. Il suit ses études chez les Oratoriens de sa ville natale, est reçu avocat en 1772 et plaide à Rennes d'abord, puis à Nantes où il acquit de la réputation.
Dans deux brochures qu'il publie en 1788 : Idées d'un citoyen sur la réforme de l'administration et de la justice en France et Réflexions sur les États-Généraux prochains, il se montre partisan des réformes, tout en respectant les droits de la monarchie. Il continue ces publications de mois en mois, et, candidat malgré lui, est élu, le 18 avril 1789, député du tiers des sénéchaussées de Nantes et de Guérande aux États généraux de 1789.
Il arrive à Versailles plein d'illusions patriotiques, qui éclatent dans ses nombreuses lettres à ses commettants ; le 12 juin, il leur a déjà envoyé quatorze lettres et ils en réclament davantage : « Nous sommes régulièrement, répond-il, cinq ou six heures aux Etats, nous rentrons pour le dîner, et le soir est occupé d'affaires, des assemblées de bureau ou de notre province. C'est à occuper les intervalles de ces séances et le matin qu'il me faut rédiger un journal détaillé, un autre raisonné de nos opinions, votre correspondance et celle de Nantes... Je tiens depuis l'ouverture de l'Assemblée nationale le registre de toutes nos opinions. » Ses commettants de Guérande lui ont déjà, de leur côté, envoyé onze lettres et sept délibérations ou adresses ; Pellerin ne peut pas considérer son mandat comme une sinécure.
Lors de la déclaration des droits, il opine pour qu'on y ajoute une déclaration des devoirs, combat l'aliénation des biens ecclésiastiques, s'abstient intentionnellement lors de la discussion de la constitution civile du clergé, et fatigué de ces luttes inutiles autant que découragé, demande à ses électeurs (mai 1790) de le relever de son mandat ; ils refusent, mais l'état de sa santé l'oblige à remettre sa démission le 5 septembre suivant.
De retour à Nantes, il prend la défense des carmélites des Couëts chassées de leur couvent en juin 1791 et est emprisonné pendant un mois. Il est de nouveau envoyé en prison comme suspect en 1793, puis une troisième fois par ordre de Carrier. Il fait partie des 132 Nantais, conduits de Nantes à Paris pour comparaître devant le tribunal révolutionnaire, emprisonnés à Paris jusqu'au 9 thermidor. Victime de ces événements, Pellerin meurt quatre mois après, âgé seulement de quarante-trois ans.
Son fils, René-Benjamin Pellerin (1789-1852) épouse en 1816 Marie-Rosalie Richard de La Vergne (1792-1868), sœur ainée du cardinal Richard, archevêque de Paris. La famille Pellerin de La Vergne, descendant de cette union, est toujours subsistante de nos jours.

## Œuvres
- Idées d'un citoyen sur la réforme de l'administration et de la justice en France
- Réflexions sur les États-Généraux prochains
- Droit public de la province de Bretagne, avec des observations relatives aux circonstances actuelles (1789)
- Correspondance inédite de J.-M. Pellerin, député du Tiers-état de la sénéchaussée de Guérande aux États-généraux (5 mai 1789-29 mai 1790), recueillie et annotée par Gustave Bord (1883)
- Réflexions sur la traite des noirs (1790)
- Mémoire historique sur la constitution des États de Bretagne adressé aux gentilshommes bretons à l'occasion de la question de droit public, actuellement agitée en cette province : si la noblesse a, par le droit constitutionnel de la province, celui d'assister en corps, et par individus, aux assemblées des gens des Trois-États du pays et duché de Bretagne (1788)
- Opinion de M. Pellerin,... sur le projet d'une nouvelle division du royaume

## Sources
- « Joseph-Michel Pellerin », dans Adolphe Robert et Gaston Cougny, Dictionnaire des parlementaires français, Edgar Bourloton, 1889-1891 [détail de l’édition]